# Espagnol portoricain
L'espagnol portoricain (espagnol : español puertorriqueño) est la variante de l'espagnol employée à Porto Rico.

## Doublage à Porto Rico
Dès 1958, une industrie du doublage se développe sur l'île, qui sera très active jusqu'à la fin des années 1970. Les causes sont dues à l'expansion de l'industrie hollywoodienne, et au fait que dans l'Espagne franquiste il y avait une politique protectionniste qui empêchait les doublages réalisés sur le continent d'être diffusés dans n'importe quel autre pays, ce qui rendait les doublages américains plus attractifs, puisqu'il n'y avait pas de limites à la diffusion en Espagne des doublages réalisés ailleurs. Ces productions étaient réalisées dans ce que l'on appelait l'espagnol neutre.